# 김승우
김승우(金勝友, 1969년 2월 24일~)는 대한민국의 배우이다.

## 학력
- 서울개봉국민학교(1981년) 졸업
- 경서중학교(1984년) 졸업
- 경서고등학교(1987년) 졸업
- 수원대학교 체육학과, 학사
- 수원대학교 경영대학원 스포츠경영학과, 석사

## 주요 출연작

### 영화
- 1990년 《장군의 아들》 - 쌍칼 역
- 1990년 《꼭지딴》
- 1991년 《젊은 날의 초상》 - 특별 출연
- 1992년 《이혼하지 않은 여자》
- 1992년 《장군의 아들 3》 - 쌍칼 역
- 1993년 《101번째 프로포즈》
- 1994년 《결혼 만들기》
- 1995년 《개같은 날의 오후》 - 특수진압대장 역(우정 출연)
- 1995년 《돈을 갖고 튀어라》 - 뱁새 역
- 1996년 《코르셋》 - 강이환 역
- 1996년 《너희가 재즈를 믿느냐?》 - 그 역
- 1996년 《고스트 맘마》 - 윤지석 역
- 1997년 《꽃을 든 남자》 - 영주 역
- 1997년 《깊은 슬픔》 - 서완 역
- 1997년 《찜》 - 지훈 역
- 1998년 《남자의 향기》 - 권혁수 역
- 1999년 《신장개업》 - 왕 사장 역
- 2000년 《비밀》 - 구호 역
- 2002년 《예스터데이》 - 윤석 역
- 2002년 《라이터를 켜라》 - 백수 허봉구 역
- 2003년 《불어라 봄바람》 - 선국 역
- 2003년 《역전에 산다》 - 강승완 역
- 2003년 《황산벌》 - 백제 첩자 1 역(특별 출연)
- 2005년 《천군》 - 북측 경비대장 강민길 역
- 2006년 《해변의 여인》 - 김중래 역
- 2006년 《연애, 그 참을 수 없는 가벼움》 - 영훈 역
- 2007년 《컬러링 러브》김진일 역
- 2009년 《배꼽》 - 사진작가 역
- 2010년 《포화 속으로》 - 강석대 역
- 2010년 《아이리스: 더 무비》 - 박철영 역
- 2011년 《나는 아빠다》 - 한종식 역
- 2013년 《아이리스 2: 더 무비》 - 박철영 역(특별 출연)
- 2016년 《잡아야 산다》 - 김승주 역
- 2016년 《두 번째 스물》 - 민구 역
- 2016년 《언체인드 러브》
- 2020년 《포가튼 러브》 - 남자 역 (감독, 주연)
- 2022년 《대통령 정약용》 - 정약용 역

### 텔레비전 드라마
- 1995년 MBC 《연애의 기초》 - 한수 역
- 1996년 MBC 《그들의 포옹》 - 유정인 역
- 1996년 MBC 《사과꽃 향기》 - 최정현 역
- 1997년 MBC 《신데렐라》 - 서준석 역
- 1998년 MBC 《추억》 - 한정호 역
- 2000년 MBC 《신 귀공자》 - 김용남 역
- 2001년 MBC 《호텔리어》 - 한태준 역
- 2003년 KBS 《로즈마리》 - 최영도 역
- 2004년 KBS2 《풀하우스》 - 결혼식 하객 역 (특별출연)
- 2006년 MBC 《내 인생의 스페셜》 - 박강호 역
- 2007년 SBS 《완벽한 이웃을 만나는 법》 - 백수찬 역
- 2009년 MBC 《내조의 여왕》 - 경찰관 역(특별 출연)
- 2009년 KBS 《아이리스》 - 박철영 역
- 2010년 SBS 《아테나: 전쟁의 여신》 - 박철영 역(특별 출연)
- 2010년 MBC 《역전의 여왕》 - 경비원 역(특별 출연)
- 2011년 MBC 《미스 리플리》 - 장명훈 역
- 2012년 KBS 《넝쿨째 굴러온 당신》 - 고시생 역(특별 출연)
- 2012년 tvN 《제3병원》 - 김두현 역
- 2013년 KBS 《아이리스 2》 - 박철영 역(특별 출연)
- 2015년 SBS 《심야식당》 - 마스터 역

### 연출
- 2022년 채널A 《드라이버》 - 연출

### 텔레비전 프로그램
- 《3일간의 사랑》(iTV, 1997년 10월 14일 ~ 1998년 1월 22일) - 진행자
- 《최수종 쇼》 (SBS) - 게스트
- 《신동엽 김원희의 헤이헤이헤이》 (SBS) - 게스트
- 《야심만만 만명에게 물었습니다》(SBS, 2003년 9월 8일, 2003년 9월 15일, 2005년 7월 4일) - 게스트
- 《상상플러스 2》 (KBS2, 2009년 1월 20일)
- 《무릎팍도사》 (MBC, 2009년 1월 28일) - 게스트
- 《현장토크쇼 TAXI》(tvN, 2009년 5월 14일, 2009년 5월 21일, 2015년 10월 6일) - 게스트
- 《김승우의 승승장구》(KBS2, 2010년 2월 2일 ~ 2013년 1월 15일) - 진행자
- 《휴먼다큐 사랑》(MBC, 2010년 6월 4일) - 내레이션
- 《1박 2일》(KBS2, 2012년 3월 4일 ~ 2013년 3월 31일) - 진행자
- 《황금어장 라디오스타》 (MBC, 2016년 1월 13일) - 게스트
- 《살림하는 남자들 1기》(KBS2, 2016년 11월 8일 ~ 2017년 2월 7일
- 《판도라》(MBN, 2018년 9월 10일 ~ 2021년 1월 25일) - 진행자
- 《라스트 싱어》 (MBN, 2020년 3월 19일 ~ 2020년 4월 9일) - 진행자
- 《아는형님》 (JTBC, 2020년 11월 14일)  - 게스트
- 《미운 우리 새끼》(SBS, 2020년 11월 15일) - 스페셜 MC
- 《완벽한 행성 지구(A Perfect Planet)》 (KBS2, 2021년 2월 18일 ~ 2021년 2월 25일) - 내레이션
- 《황금어장 라디오스타》 (MBC, 2021년 5월 19일) - 게스트
- 《옥탑방의 문제아들》 (KBS2, 2021년 5월 25일) - 게스트
- 《캠핑 인 러브》 (MBN, 2022년 12월 2일~2022년 12월 30일) - 진행자
- 《캠핑 인 러브 시즌 2》 (MBN, 2023년 6월 11일~2023년 7월 16일) - 진행자
- 《미운 우리 새끼》 (SBS, 2025년 3월 30일) - 게스트

### 라디오 프로그램
- 《미스터 라디오》 (KBS 쿨FM, 2018년 5월 14일 ~ 11월 18일)

### 광고
- LG유플러스 019 PCS (1997년 ~ 1999년)
- 한남투자신탁 (1997년)
- 코스모코스 꽃을 든 남자 (1997년)
- 에스원 세콤 (1997년)
- 베니건스 (1997년)
- 롯데칠성음료 델몬트 프리미엄 토마토주스, 사각사각 토마토 (1997년)
- OB 맥주 OB라거 (1999년, with 허준호)
- 애경산업 센서블샴푸 (1999년)
- 삼성물산 (1999년)
- 클럽모나코 (1999년)
- 삼성몰 (2000년)
- 롯데칠성음료 차우린 (2001년)
- SK텔레콤 생각대로 T (2008년)
- 한일합섬 윈디클럽 (2011년)
- 휴롬 원액기 (2013년, with 김남주)
- 동국제약 인사돌플러스 (2019년 ~ 2020년, with 최불암, 홍은희, 류승수, 이진희, 장항준, 오나라)
- 동국제약 인사돌 (2024년 ~ 현재 with 이보영, 최불암)

### 뮤직 비디오
- 1998년 조성모 1집 "불멸의 사랑" 뮤직비디오
- 2007년 KCM 4집 "클래식" "하루일기" "사랑하니까" "은혜" 뮤직비디오

### 뮤지컬
- 2009년 뮤지컬 "드림걸즈"

## 수상 및 후보
| 연도 | 시상식                    | 부문                           | 작품                       | 결과 |
| ---- | ------------------------- | ------------------------------ | -------------------------- | ---- |
| 1997 | 제35회 대종상             | 남우주연상                     | 고스트 맘마                | 후보 |
| 1997 | 제18회 청룡영화상         | 남우주연상                     | 고스트 맘마                | 후보 |
| 1997 | MBC 연기대상              | 남자 최우수연기상              | 신데렐라                   | 후보 |
| 1998 | 제19회 청룡영화상         | 남우주연상                     | 남자의 향기                | 후보 |
| 1998 | MBC 연기대상              | 남자 최우수연기상              | 추억                       | 수상 |
| 2001 | MBC 연기대상              | 남자 최우수연기상              | 호텔리어                   | 후보 |
| 2002 | 제23회 청룡영화상         | 남우주연상                     | 라이터를 켜라              | 후보 |
| 2003 | KBS 연기대상              | 남자 인기상                    | 로즈마리                   | 수상 |
| 2003 | KBS 연기대상              | 베스트 커플상 (with 유호정)    | 로즈마리                   | 수상 |
| 2003 | KBS 연기대상              | 남자 최우수연기상              | 로즈마리                   | 후보 |
| 2006 | 제14회 이천춘사대상영화제 | 인기상                         | 해변의 여인                | 수상 |
| 2007 | SBS 연기대상              | 남자 최우수연기상              | 완벽한 이웃을 만나는 법    | 후보 |
| 2009 | KBS 연기대상              | 중편드라마부문 남자 우수연기상 | 아이리스                   | 수상 |
| 2009 | KBS 연기대상              | 남자 최우수연기상              | 아이리스                   | 후보 |
| 2010 | KBS 연예대상              | 쇼·오락 MC부문 남자 신인상     | 김승우의 승승장구          | 수상 |
| 2010 | KBS 연예대상              | 쇼·오락 MC부문 남자 우수상     | 김승우의 승승장구          | 후보 |
| 2011 | KBS 연예대상              | 쇼·오락 MC부문 남자 우수상     | 김승우의 승승장구          | 수상 |
| 2012 | KBS 연예대상              | 쇼·오락 MC부문 최우수상        | 김승우의 승승장구, 1박 2일 | 수상 |
| 2015 | SBS 연기대상              | 중편드라마부문 남자 우수연기상 | 심야식당                   | 후보 |
| 2019 | 제31회 한국PD대상         | 진행자부문 출연자상            | 판도라                     | 수상 |